# Acadêmicos do Vidigal
O Grêmio Recreativo Bloco Carnavalesco Acadêmicos do Vidigal é um bloco de enredo do Rio de Janeiro, sediado no bairro do Vidigal.

## História
Em 2015 o bloco passou a competir pela Federação dos Blocos, sendo o primeiro a desfilar na Rua Cardoso de Morais sagrando-se vice-campeão do Grupo 3.
Foi campeão do segundo grupo em 2016, e em 2020, finalmente, alcançou o título do grupo principal.

## Segmentos

### Presidentes
| Nome                                 | Mandato        | Ref.  |
| ------------------------------------ | -------------- | ----- |
| Rodrigo Alves                        | ? - ?          | [ 1 ] |
| Sérgio Henrique da Silva da Silveira | ? - atualidade | [ 5 ] |

### Intérpretes
| Carnavais       | Intérpretes oficiais |       |
| --------------- | -------------------- | ----- |
| 2015-atualidade | Carlinhos Moreno     | [ 6 ] |

### Rainhas de bateria
| Período | Rainha        | Madrinha | Ref. |
| ------- | ------------- | -------- | ---- |
| 2016    | Flávia Vieira |          |      |
| 2017    |               |          |      |

## Carnavais
| Ano  | Colocação    | Divisão                  | Enredo                                                                               | Carnavalesco         | Ref.        |
| ---- | ------------ | ------------------------ | ------------------------------------------------------------------------------------ | -------------------- | ----------- |
| 2015 | Vice-Campeã  | Grupo 3 terceira divisão | Vidigal, A majestade de uma África Imperial                                          | Junior O’Hara        | [ 3 ]       |
| 2016 | Campeã       | Grupo 2 segunda divisão  | Mistérios do Luar                                                                    | Junior O’Hara        | [ 7 ] [ 1 ] |
| 2017 | 7º lugar     | Grupo 1 primeira divisão | Tempo, Tempo, Tempo...                                                               | Junior O'Hara        |             |
| 2018 | 5º lugar     | Grupo 1 primeira divisão | Da Côrte ao Arraiá                                                                   | Junior O'Hara        |             |
| 2019 | 6º lugar     | Grupo 1 primeira divisão | Ilê-Ifé Compositores: Fabinho Pimenta, Ademir Rubeiro, André Mohamad e Ninho Vidigal | Junior O'Hara        | [ 6 ]       |
| 2020 | Campeão      | Grupo 1 primeira divisão | Nos embalos dos anos 80                                                              | Comissão de Carnaval | [ 4 ] [ 5 ] |
| 2022 | Vice-Campeão | Grupo 1primeira divisão  | Yabás                                                                                | Comissão de Carnaval |             |

## Prêmios
| Ano  | Premiação     | Categorias                                                                    | Ref.  |
| ---- | ------------- | ----------------------------------------------------------------------------- | ----- |
| 2016 | Samba na Veia | Melhor escola / Melhor enredo / Melhor ala de passistas do Grupo 2 dos Blocos | [ 8 ] |

- Commons